# Cmentarz żydowski w Dąbiu
Cmentarz żydowski w Dąbiu – nieistniejący cmentarz żydowski w Dąbiu, przy ul. Leśnej. Na cmentarzu nie zachowały się żadne nagrobki.

## Historia
Cmentarz powstał w 1811 lub 1822 roku. Ostatni udokumentowany pogrzeb miał miejsce w 1939 roku. 
W czasie II wojny światowej został zdewastowany przez hitlerowców – w listopadzie 1939 roku cmentarz został zdewastowany i ograbiony przez niemieckich mieszkańców okolicznych gospodarstw, materiały pozyskane z rozbiórki ogrodzenia i domu przedpogrzebowego oraz część macew wykorzystano jako materiały budowlane. Następnie, w 1940 roku cmentarz został zdewastowany przy udziale okupacyjnych władz miejskich, macewy były wykorzystywane jako płyty chodnikowe i wsad fundamentów.
W latach 1955–1982 teren cmentarza był dzierżawiony przez jednego z mieszkańców Dąbia. W 1982 roku teren został odkupiony przez Skarb Państwa. Współcześnie teren cmentarza ponownie stanowi teren prywatny, a właściciel posesji nie wyraził zgody na jakiekolwiek upamiętnienie cmentarza.